# Fora balanç
Fora balanç, palanquejament ocult o off-balanç sheet per la seva expressió en anglès, és una expressió comptable que fa referència a un actiu, deute o activitat financera d'una empresa que no apareix en el seu balanç comptable.

## Qüestions entorn de la comptabilitat fora de balanç
El balanç només pot gravar els drets i obligacions a la valoració monetària i alguns, el límit està establert per les disposicions, incerta en el fet que es refereixen al futur. Però l'entorn ha canviat ràpidament i, de vegades en forma desordenada, per la qual cosa les normes comptables convencionals no tenen en compte algunes novetats, això s'ha traduït en el desenvolupament del fora de balanç, en alguns casos, mitigat per la inclusió a l'annex.
Algunes empreses poden tenir importants quantitats d'actius i passius comptabilitzats fora de balanç. Per exemple, les institucions financeres solen oferir gestionar actius o serveis de intermediació als seus clients. Els actius en qüestió solen pertànyer a clients individuals, oferint l'empresa la seva gestió, dipòsit o altres serveis al client. La pròpia companyia no té drets directes sobre els actius, i generalment solament té algun tipus de relació fiduciaria en relació al seu client. Una entitat financera pot informar dels elements fora de balanç en els seus estats comptables de manera formal, i pot fer referència a vegades a aquesta pràctica com "actius sota gestió", una figura que pot incloure tant elements dins com fora de balanç.

## Regulació comptable
Tant a la regulació comptable dels Estats Units, les Normes Internacionals d'Informació Financera, com a la internacional, els Principis de Comptabilitat Generalment Acceptats, l'arrendament operatiu es considera finançament fora de balanç. Les obligacions financeres de subsidiàries no consolidades (això és, entitats que no són propietat completament de l'empresa matriu) poden també quedar fora de balanç. Aquest tipus d'obligacions van formar part, per exemple, del frau comptable d'Enron.
La distinció comptable formal entre elements comptables fos i dins de balanç pot ser molt detallada, i depèn en certa manera de criteris de gestió, però en general, un element comptable ha d'aparèixer en el balanç d'una companyia si és un actiu o passiu que la companyia té en propietat o del que és legalment responsable. Els actius o passius incerts també poden passar el test de ser probables, mesurables i significatius. Per exemple, una empresa que ha estat demandada per danys no inclourà els potencials passius legals fins que un judici legal contra ella sigui probable i la quantitat del procés judicial pugui ser estimada. Si l'import en risc és petit, pot ser que no aparegui en els comptes de l'empresa fins que el judici sigui finalitzat.

## Enfocament de l'ús de Fora de Balanç
Exemples de compromisos fora de balanç són:
- Contractes d'arrendament. En aquest sentit és important observar que la normativa internacional IFRS està desenvolupant un nou estàndard que modificaria el tractament d'aquests compromisos, havent-los de passar a registrar al balanç, malgrat encara no és definitiu ni té data d'implantació. Així mateix, cal remarcar que la seva aplicació només afectaria a les societats que apliquen aquesta normativa, i no a les societats que apliquen el Pla General de Comptabilitat.
- Instruments per a la gestió del risc de taxa d'interès i moneda
- Garantia atorgada o rebuda

En els bancs, la tècnica de gestió fora de balanç s'ha tornat més important des de la dècada de 1990.
En efecte, d'una banda, l'entorn competitiu va obligar a buscar de forma més agressiva dels guanys per participar en activitats fora de balanç, com per exemple:
- La venda de préstecs
- Compromisos de finançament (línies de crèdit, descoberts per les persones)
- Les garanties dels préstecs
- l'Emissió de valors recolzats per hipoteques
- Operacions de mercat dels futurs del tipus de canvi

D'altra banda, el marc normatiu ha evolucionat per reflectir l'augment del risc fora de balanç generat per aquestes activitats. Així, els successius acords de Basilea (ràtio Cooke) i ara de Basilea II (ràtio de McDonough) es va traduir en moltes lleis nacionals que obliguen a incrementar les reserves en el patrimoni en proporció a la quantitat de compromisos fora de balanç.
Al costat de l'adopció de les NIC/NIIF com a resultat l'abandó del concepte d'empreses de fora de balanç que apareix en un mercat regulat i per als productes de l'emissió de deute
A França, després de l'aplicació de les NIC/NIIF, els esforços de modernització dels comptes nacionals (fins i tot a través de la Llei Orgànica de les lleis de finançament, el "LOLF") va portar a l'estat a tractar d'entendre millor l'import dels compromisos fora de balanç. Això inclou l'estimació de la quantia de les garanties a les institucions públiques o obligacions relacionades amb les assegurances de pensions i assegurances de salut que augmenten amb l'envelliment de la població.